# Elmira Qafarova
Elmira Mikayil qizi Gafarova (aserbaidschanisch Elmira Mikayıl qızı Qafarova; * 1. März 1934 in Baku; † 1. August 1993 ebenda) war eine Politikerin der Aserbaidschanischen Sozialistischen Sowjetrepublik und zwischen 1983 und 1989 Außenministerin.

## Biografie

### Aufstieg zur Außenministerin
Nach dem Besuch der Sekundarschule begann sie 1953 ein Studium der Philologie an der Staatlichen Universität Baku und schloss dieses Studium 1958 mit der Graduierung ab. Bereits während des Studiums begann sie ihre politische Laufbahn als Deputierte des Universitätskomitees der Jugendorganisation Komsomol und wurde 1958 auch Mitglied der Kommunistischen Partei der Aserbaidschanischen SSR (KPdASSR). Nach einem anschließenden postgradualen Studium erwarb sie 1961 einen Philosophiae Doctor (Ph.D.) in Philologie.
1962 wurde sie zunächst Vorsitzende des Zentralen Organisationskomitees, ehe sie anschließend zwischen 1966 und 1970 Erste Sekretärin des Komsomol in der Aserbaidschanischen SSR war. Anschließend war sie von 1970 bis 1971 Leiterin der Abteilung für Kultur im Zentralkomitee (ZK) der KPdASSR sowie danach bis 1980 Erste Sekretärin des Parteikomitees von Baku.
1980 wurde sie zur Bildungsministerin ernannt und übte dieses Amt bis 1983 aus. Am 1. Dezember 1983 wurde sie dann zur Nachfolgerin der langjährigen Außenministerin Tahira Tahirova ernannt und bekleidete dieses Amt bis zu ihrer Ablösung durch Huseynaga Sadigov am 22. Dezember 1987. In ihrer Funktion als Außenministerin nahm sie als Mitglied der sowjetischen Delegation auch an den Sitzungen der Generalversammlung der Vereinten Nationen im Oktober 1984 zu den Themen Rassismus und Diskriminierung teil. Außerdem wurde sie zur Deputierten des Obersten Sowjet der ASSR gewählt. Im Dezember 1987 wurde sie Stellvertretende Vorsitzende des Ministerrates.
Am 22. Juni 1989 wurde Elmira Gafarova Vorsitzende des Obersten Sowjets der ASSR und wurde darüber hinaus auch Deputierte des Obersten Sowjets der UdSSR. In dieser Rolle als Parlamentspräsidentin spielte sie eine wesentliche Rolle bei der Wiederherstellung des historischen Namens der Stadt Kirowabad in Gəncə am 30. Dezember 1989 und bei der Erklärung des Frühlingsfestes Nouruz zum gesetzlichen Feiertag am 13. März 1990.

### Parlamentspräsidentin und Zusammenbruch der Sowjetunion
Als Präsidentin des Obersten Sowjets der ASSR gehörte sie auch zu den ersten Forderern einer Sondersitzung des Parlaments nach dem Massaker an Zivilisten in Baku in der Nacht vom 19. Januar auf den 20. Januar 1990, dem sogenannten „Schwarzen Januar“ (Qara Yanvar). Die von ihr am 21. Januar 1990 einberufene Sondersitzung der 160 Deputierten veröffentlichte eine Erklärung zur Verurteilung des Blutbades und richtete zugleich einen Appell an den Obersten Sowjet der UdSSR, alle Parlamente der Welt sowie die Vereinten Nationen, dass Militärangriffe gegen Zivilisten in den Genfer Konventionen und der Wiener Konvention über die Staatennachfolge in völkerrechtliche Verträge aufgenommen werden sollte.
Als ein Ergebnis daraus leitete der Generalstaatsanwalt ein bis heute allerdings nicht abgeschlossenes Ermittlungsverfahren gemäß den Art. 94 (Mord unter erschwerenden Umständen), 149 (absichtliche Zerstörung oder Schädigung von Eigentum), 168 (Machtmissbrauch) und 225 (Autoritätsmissbrauch) des damals geltenden aserbaidschanischen Strafgesetzbuchs ein.
Später war sie maßgeblich an dem Gesetz zur Wiederherstellung der Souveränität am 18. Oktober 1991 und der Aufnahme in die Vereinten Nationen am 2. März 1992 beteiligt. Nach der Erklärung der Unabhängigkeit war sie bis zum 5. März 1992 Vorsitzende des Nationalrates, dem Vorläufer der heutigen Nationalversammlung der Republik Aserbaidschan (Milli Məclis).
Für ihre Verdienste wurde sie mit zahlreichen Orden und Medaillen ausgezeichnet und erhielt unter anderem den Orden des Roten Banners der Arbeit.
Nach ihrem Tod wurde sie auf dem Ehrenfriedhof Fəxri Xiyaban in Baku beigesetzt.